# Hidrocarburo alifático

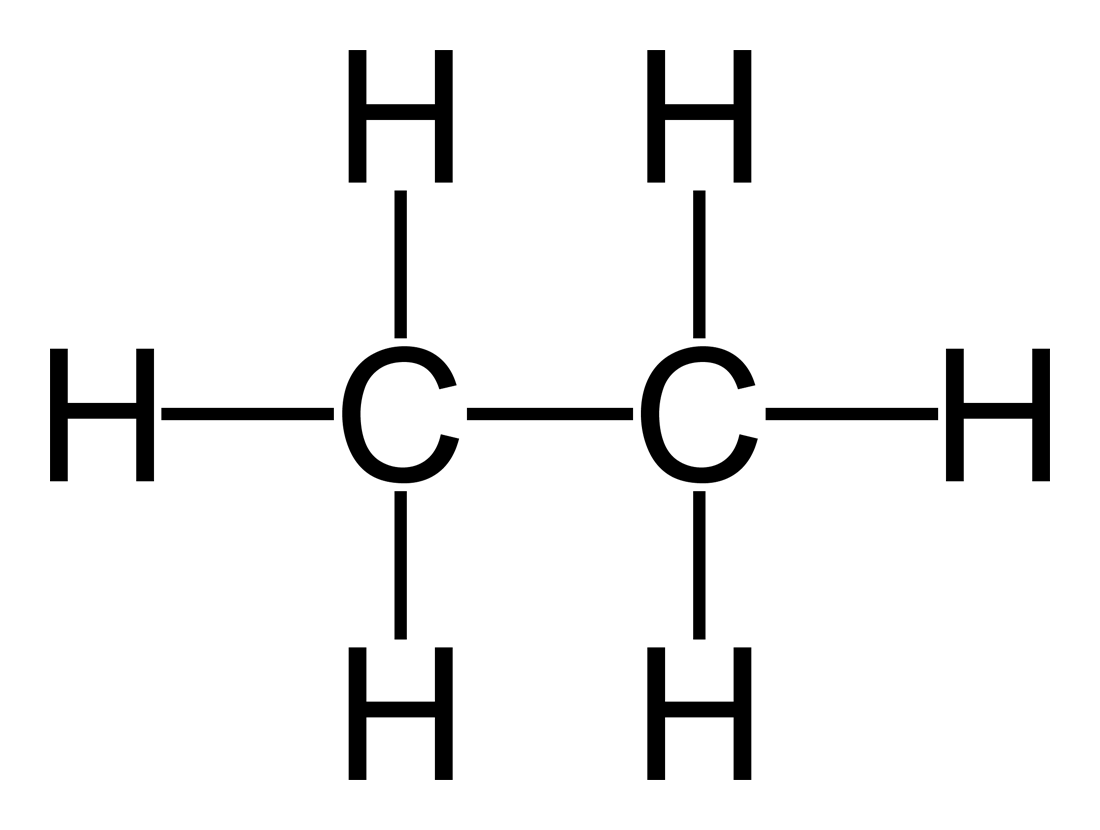
Diagrama de un hidrocarburo alifático.

Los hidrocarburos alifáticos son compuestos orgánicos constituidos por carbono e hidrógeno cuyo carácter no es aromático.
Los compuestos alifáticos acíclicos más sencillos son los alcanos, agrupaciones hidrocarbonadas lineales de fórmula CH3-(CH2)n-CH3.
Si la cadena alifática se cierra formando un anillo, el compuesto se denomina hidrocarburo alicíclico o hidrocarburo alifático cíclico. De estos, los más sencillos son los cicloalcanos.

## Usos
Para el estudio y evaluación del método analítico, se ha considerado como compuestos representativos de esta familia orgánica n-hexano, n-heptano, n-octano y n-nonano. Sin embargo, este método de análisis puede aplicarse a compuestos de la misma familia como por ejemplo n-pentano, n-decano, etc.

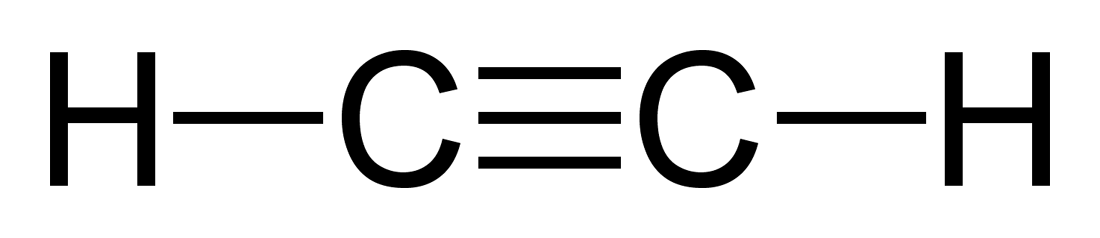
Acetileno.

El método "Determinación de hidrocarburos alifáticos (n-hexano, n-heptano, n-octano, n-nonano) en aire - Método de adsorción en carbón activo/Cromatografía de gases", es un método aceptado por el Instituto Nacional de Seguridad y Salud en el Trabajo español (INSST). Como método aceptado se entiende un método utilizado en el INSST y que ha sido sometido a un protocolo de validación por organizaciones oficiales competentes en el área de la normalización de métodos analítico, o bien ha sido adoptado como método recomendado por asociaciones profesionales dedicadas al estudio y evaluación de riesgos por agentes químicos, así como, aquellos métodos recomendados por la CE o basados en métodos ampliamente conocidos y evaluados por especialistas en este tipo de análisis de la reacción.